# Chris Smalls
Christian (Chris) Smalls (Hackensack, 4 juli 1988) is een Amerikaans arbeider, rapper en vakbondsmilitant. Hij is oprichter van de Amazon Labor Union (ALU).

## Biografie

### Amazon
Van 2015 tot 2020 werkte Smalls als orderpicker en vervolgens assistent-manager bij Amazon in New Jersey en New York. Op 30 maart 2020 organiseerde hij een walkout om de onveilige werkomstandigheden in het distributiecentrum JFK8 op Staten Island aan te klagen. Het bedrijf ontsloeg hem, wat Smalls en de staat New York aanvochten. 
Na zijn ontslag richtte hij de actiegroep The Congress of Essential Workers op en in 2021 de onafhankelijke vakbond Amazon Labor Union. Over de lange campagne van de Amazon-medewerkers om een vakbond op te richten in JFK8, werd in 2024 de documentairefilm Union uitgebracht. Op 1 april 2022 stemde het personeel van JFK8 in met werknemersvertegenwoordiging door ALU. Hiermee werd voor het eerst een vakbond opgericht in een werkplaats van Amazon, een "historische overwinning". Een poging van het bedrijf om de verkiezingsuitslag aan te vechten, werd in september 2022 afgewezen door de National Labor Relations Board. Samen met medeoprichter Derrick Palmer noemde Time Smalls een van de 100 meest invloedrijke personen van 2022.

### Activisme
In 2023 trad Smalls op als een van de hoofdsprekers en als rapper op het festival ManiFiesta in België, waarna hij te gast was op Fête de l'Humanité in Frankrijk.
In juli 2025 voer Smalls mee op de Handala, een van de Gaza Freedom Flotilla-missies om de maritieme blokkade van Gaza door Israël aan te klagen en hulpgoederen af te leveren in de Gazastrook. Alle opvarenden werden gevangengenomen door het Israëlische leger en Smalls werd als enige fysiek belaagd. Na 5 dagen werd hij vrijgelaten.